# 矢板玄
矢板 玄（やいた くろし、1915年 - 1998年）は、昭和期の実業家。亜細亜産業株式会社社長。

## 出自

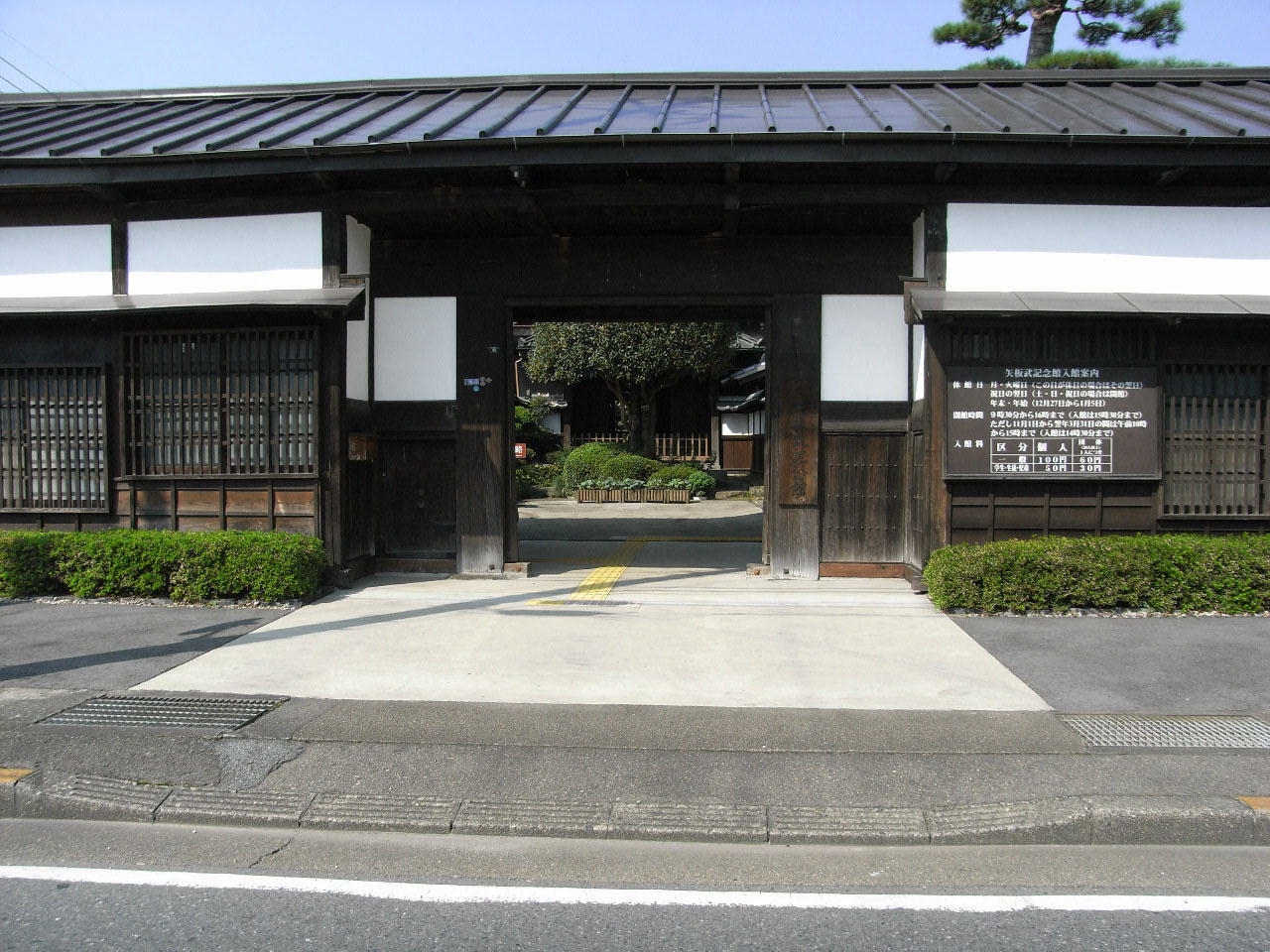
生家。現在は矢板武記念館として公開されている。

1915年（大正4年）、栃木県矢板市にて、矢板玄蕃（げんば）の長子として生まる。玄蕃の跡を継ぎ、矢板家の十五代当主となる。なお玄蕃の祖父は矢板市の名士矢板武である。
横浜高等工業学校（現在の横浜国立大学理工学部）の電気化学科を卒業後、昭和電工に入社した。その後まもなく中国大陸に渡り、大日本帝国陸軍の命を受け、矢板機関を組織し活躍した。1940年（昭和15年）、勲六等瑞宝章を受勲する。
第二次世界大戦後は亜細亜産業株式会社を起業し、社長となる。亜細亜産業が解散した後は、1957年（昭和32年）に東山工業株式会社の取締役となる。その後、三菱化成顧問、下野銀行頭取、下野銀行顧問、矢板信用組合理事長などを歴任し活躍した。
なお、没後、故人の遺志により生家は矢板市に寄付され、現在は矢板市立矢板武記念館として公開されている。